# Manuel Peimbert Sierra
Manuel Peimbert Sierra (Ciudad de México, 9 de junio de 1941) es un astrónomo mexicano y académico de la Universidad Nacional Autónoma de México (UNAM).

## Semblanza biográfica
Desde 2000  hasta 2010 es miembro de la Junta de Gobierno de la Universidad y su presidente durante el procedimiento de nombramiento del nuevo rector. Es miembro del Consejo Consultivo de Ciencias de la Presidencia de la República. Es bisnieto del Maestro de América y fundador de la UNAM en 1910, Justo Sierra Méndez, es hermano de la bancaria Margarita Peimbert Sierra y esposo de la también astrónoma Silvia Torres Castilleja.
Astrónomo egresado de la Facultad de Ciencias de la UNAM. En la Universidad de California en Berkeley, realizó sus estudios de maestría y doctorado. Es investigador titular de tiempo completo en el Instituto de Astronomía de la UNAM. Reconocido por su amplio trabajo científico en campos de la astronomía y de física, ha sido multipremiado en México y otros países.

## Principales aportaciones
Manuel Peimbert ha sido un destacado investigador en el estudio de la composición química de las nebulosas ionizadas. En 1967 planteó la existencia de inhomogeneidades de temperatura en las nebulosas ionizadas. Dichas variaciones de temperatura inducirían un error sistemático en las abundancias químicas inferidas a través de las brillantes líneas prohibidas, que dependen exponencialmente de la temperatura. Según su planteamiento, la estructura de temperatura debería ser descrita por un parámetro T0, que describe la temperatura promedio del gas y t2, que define el nivel de inhomogeneidad que tiene la temperatura del gas. La existencia de las variaciones de temperaturas implicaría que las abundancias de los elementos pesados en el universo, como oxígeno, carbono o  hierro son entre 2 y 4 veces más abundantes de lo que se pensaba con los estudios de regiones HII asumiendo una temperatura homogénea.
Manuel Peimbert además encontró que el gas inicial del que se formaron las primeras galaxias contenía primordialmente los dos elementos químicos más ligeros: 26% de helio y 73% de hidrógeno (aportación que hizo a los 33 años) y, que los átomos de carbono y nitrógeno del gas intergaláctico provienen esencialmente de las nebulosas galácticas. Dado que el componente primordial de la materia viva es el carbono, entonces resulta interesante saber que esos átomos, que ahora constituyen las moléculas de nuestras células y tejidos, se formaron en una estrella.

## Premios y distinciones
- Premio de Investigación de la Academia Mexicana de Ciencias en 1971.[5]
- Fue ganador del Premio Nacional de Ciencias y Artes en el área de Ciencias Físico-Matemáticas y Naturales en 1978.[6]
- Ingresó a El Colegio Nacional el 26 de mayo de 1993.[7]
- Medalla Luis G León Sociedad Astronómica de México
- Junto con su esposa Silvia Torres Castilleja, es el primer científico no estadounidense en ganar el premio Hans Bethe.

## Publicaciones[8]
| Año  | Título                       | Coautor | Editorial                  | ISBN             | Notas                                                                               |
| ---- | ---------------------------- | --- | -------------------------- | ---------------- | ----------------------------------------------------------------------------------- |
| 2012 | La Evolución Química del Sol | Julieta Norma Fierro Grossman | Fondo de Cultura Económica | 978-607-16-12373 | Es parte de la colección "La ciencia para todos", #234.                             |
| 2000 | Fronteras el universo        | Julieta Norma Fierro Grossman, Silvia Torres Castilleja, Miguel Ángel Herrera, Miriam Peña, Luis Felipe Rodríguez, Dany Page, José Jesús González, Déborah Dultzin | Fondo de Cultura Económica | 9789681661038    | Es el compilador del libro. Es parte de la colección "La ciencia para todos", #176. |